# Speakon

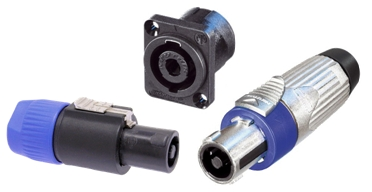
Speakon

Speakon je typ konektoru určen k propojení zesilovače a reproduktoru, nejčastěji o velkých výkonech vyvinutý firmou Neutrik. Speakon je 4pólový, případně 8pólový bajonetový konektor s pojistkou. Ač se jedná o vícepinový typ konektoru, používá se typicky pouze pro propojení jednoho kanálu. Umožňuje však vícepásmové buzení (tzv. BiAmp) kdy jedním koncovým zesilovačem budíme výškový reproduktor a druhým (zpravidla daleko výkonnějším) středobas. Tohle zapojení nepotřebuje výkonovou výhybku, protože dělení pásem zajišťuje crossower případně pokročilejší DSP procesor. 8pinový speakon se používá pro buzení vícepásmových reproduktorů (EAW 650z, LA-dV DOSC) Speakon je oproti XLR, Jack, a podobným konektorům mechanicky odolnější a umožňuje přenášet daleko větší proudy.
Pro přenosy napájecího napětí se používá konektor "POWERCON" stejné konstrukce, avšak jiného provedení. Typicky se používá k napájení aktivních reprosoustav.